# Władimir Bazowski
Władimir Nikołajewicz Bazowski (ros. Владимир Николаевич Базовский, ur. 15 sierpnia?/28 sierpnia 1917 w Nowozybkowie, zm. 4 maja 1993 w Moskwie) – radziecki polityk, dyplomata, członek KC KPZR (1976-1990), I sekretarz Komitetu Obwodowego KPZR w Nowogrodzie Wielkim (1961-1972).
W 1936 ukończył technikum przemysłowe i został technikiem-konstruktorem, 1941-1946 służył w Armii Czerwonej, od 1942 w WKP(b). Instruktor i sekretarz rejonowego komitetu Komsomołu, kierownik wydziału rejonowego komitetu partyjnego, 1947 ukończył Leningradzki Instytut Przemysłu Chłodniczego. 1960-1961 pracował w KC KPZR, od 11 kwietnia 1961 do 4 maja 1972 I sekretarz Nowogrodzkiego Komitetu Obwodowego KPZR. Od 31 października 1961 do 24 lutego 1976 zastępca członka, a od 5 marca 1976 do 2 lipca 1990 członek KC KPZR. Od 4 maja 1972 do 8 maja 1979 ambasador nadzwyczajny i pełnomocny ZSRR w Bułgarii, od marca 1979 do stycznia 1982 zastępca kierownika Wydziału KC KPZR, od 18 stycznia 1982 do 19 lipca 1985 ambasador nadzwyczajny i pełnomocny ZSRR na Węgrzech. Od lipca 1985 do kwietnia 1986 zastępca kierownika Wydziału KC KPZR, od 15 kwietnia 1986 do 16 czerwca 1989 szef Głównego Zarządu Państwowej Kontroli Celnej przy Radzie Ministrów ZSRR, następnie na emeryturze. Deputowany do Rady Najwyższej ZSRR od 6 do 8 kadencji.

## Odznaczenia i nagrody
- Order Lenina (dwukrotnie)
- Order Czerwonego Sztandaru (dwukrotnie)
- Order Wojny Ojczyźnianej II klasy
- Order Czerwonej Gwiazdy
- Order „Znak Honoru” (dwukrotnie)
- Nagroda Dymitrowowska (Bułgaria)
- Order Przyjaźni i Pokoju (Węgry)